# Jean de Lipkowski
 (février 2020).
Si vous disposez d'ouvrages ou d'articles de référence ou si vous connaissez des sites web de qualité traitant du thème abordé ici, merci de compléter l'article en donnant les références utiles à sa vérifiabilité et en les liant à la section « Notes et références ».
Jean de Lipkowski, né le 25 décembre 1920 à Paris et mort dans la même ville le 20 septembre 1997, est un homme politique français d'origine polonaise. Il est notamment secrétaire d'État aux Affaires étrangères de 1968 à 1974.

## Biographie

### Jeunesse et études
Il est le fils d'Henri de Lipkowski, centralien et industriel, héros de la Première Guerre mondiale, déporté et mort à Buchenwald en 1944, et d'Irène de Lipkowski, la seule femme élue du RPF.
Il suit des études de droit et obtient une licence de droit à l'université de Paris. Il étudie ensuite à l'École libre des sciences politiques.

### Parcours politique
En 1956, il rédige un plan consistant à partager la colonie française de l'Algérie par un statut d'indépendance pour le Constantinois.
Il est, le 21 avril 1967, l'arbitre du dernier duel officiel ayant eu lieu en France, celui ayant opposé les députés Gaston Defferre et René Ribière.
Les papiers personnels de Jean de Lipkowski sont conservés aux Archives nationales sous la cote 658AP.

## Fonctions

### Gouvernement
- Secrétaire d'État aux Affaires étrangères du gouvernement Maurice Couve de Murville (du 10 juillet 1968 au 16 juin 1969)
- Secrétaire d'État auprès du ministre des Affaires étrangères du gouvernement Jacques Chaban-Delmas (du 20 juin 1969 au 5 juillet 1972)
- Secrétaire d'État auprès du ministre des Affaires étrangères du gouvernement Pierre Messmer (2) (du 5 avril 1973 au 1er mars 1974)
- Secrétaire d'État auprès du ministre des Affaires étrangères du gouvernement Pierre Messmer (3) (du 1er mars 1974 au 27 mai 1974)
- Ministre de la Coopération du gouvernement Jacques Chirac (1) (du 12 janvier au 25 août 1976)

### Autres mandats
- Député radical de Seine-et-Oise (1956-1958)
- Député UNR, puis UDR de la Charente-Maritime (1962-1973)
- Député RPR de la Charente-Maritime (1978-1997)
- Maire de Royan (1965-1977 puis 1983-1989)
- Représentant de la France au Parlement européen (1962-1968)